# Jozef Rydlo
Jozef Rydlo (* 20. září 1948 Ružomberok) je slovenský politik.

## Život
Od roku 1968 žil v exilu v Itálii a ve Švýcarsku. Za největší osobnost slovenských dějin považuje Jozefa Tisa. V roce 2006 byl zvolen poslancem Národní rady Slovenské republiky za Slovenskou národní stranu. Patří mezi výrazné kritiky Ahtisaariho plánu ohledně budoucnosti Kosova. Na podzim 2007 přinesl švýcarský deník Berner Zeitung informaci, že spolu se svým poslaneckým platem pobírá také důchod ve Švýcarsku kvůli schizofrenii s paranoidnými rysy.
. Na dotazy, jak to lze sloučit s pobíráním poslaneckého platu Rydlo nazval svůj plat jen „náhražkou za poslaneckou činnost.“ Podle Berner Zeitung Rydler v rocích 1985/86 prokazatelně kradl knihy z Národní knihovny v Bernu, což se však promlčelo. V médiích se objevily také informace, že neoprávněně užívá titul profesor, který si údajně sám udělil (podle různých svých prohlásení působil na více než 15 světových univerzitách) a jeho bývalá manželka Michéle Rydlová-Ponciková ho obvinila z pokusu o vraždu její i jejich společných dětí.